# Nicolai Ahlmann
Nicolai Ahlmann (17. november 1809 i Sønderborg – 12. februar 1890) var en dansk politiker.
Nicolai Ahlmann uddannede sig til praktisk landmand og var 1839-47 forpagter af Juellinge på Lolland, hvorpå han købte en gård i Skåne, som han ejede indtil 1856, hvorefter han nogen tid var bosat i København. Året efter købte han gården Werthemine på Als, en af de forhen augustenborgske avlsgårde, som var erhvervede af statskassen. Han tog ingen fremragende del i det politiske liv, før efter våbenstilstanden i Nikolsburg den bekendte nordslesvigske deputation på 47 mand, der gik til Berlin for at takke kongen for det givne løfte at genafstå de danske egne til Danmark, valgte ham til ordfører, 30. august 1866. Efter landets indlemmelse i Preussen valgtes han derpå sammen med Hans Andersen Krüger til medlem af den grundlovgivende rigsdag i Berlin (februar 1867); ved denne lejlighed fremkom fra dem den ofte gentagne erklæring: "Wir sind Dänen und wollen Dänen bleiben!" Da han senere valgtes ind i den preussiske landdag, nægtede han at aflægge den befalede hyldingsed og fik således aldrig sit valgbrev anerkendt. Det samme gentog sig flere gange senere. En omlægning af valgkredsene forhindrede gentagelsen af hans valg til rigsdagen. 1875 solgte Ahlmann sin gård og flyttede til Frederiksberg. Hustru: Maria Dons, datter af birkedommer J.K. Dons.